# بيل هاريغان
بيل هاريغان (بالإنجليزية: Bill Harrigan)‏ هو لاعب دوري الرغبي أسترالي، ولد في 24 مايو 1960.